# Campeonato Sul-Americano de Voleibol Masculino de 2005
O 26º Campeonato Sul-americano de Voleibol Masculino foi realizado no ano de 2005 em Lages, Brasil.

## Tabela Final
| Posição | Equipe    |
| ------- | --------- |
|         | Brasil    |
|         | Argentina |
|         | Venezuela |
| 4       | Colômbia  |
| 5       | Chile     |
| 6       | Paraguai  |